# Tour de France feminino
O Tour de France feminino (Tour de France Femmes em francês, pronúncia em francês: [tuʁ də fʁɑ̃s fam]) é uma corrida anual por etapas de ciclismo feminino em toda a França. É organizado pela Amaury Sport Organisation (ASO), que também organiza o Tour de France. Faz parte do UCI World Tour feminino.
Algumas equipas e a comunicação social referem-se à corrida como um 'Grand Tour', por ser um dos maiores eventos do calendário feminino. No entanto, a corrida não corresponde à definição UCI de tal evento.
Depois de um evento único em 1955, uma corrida equivalente ao Tour de France para mulheres foi realizada com nomes diferentes entre 1984 e 2009. Ao longo dos anos, essas corridas enfrentaram dificuldades financeiras, cobertura limitada da comunicação social e problemas de marca registada com os organizadores do Tour de France. Após críticas de ativistas e do pelotão feminino profissional, uma corrida de um/dois dias ( La Course by Le Tour de France ) foi realizada entre 2014 e 2021, e o Tour de France feminino realizou sua primeira edição em 2022.
A edição de 2022 da prova contou com 8 etapas, ocorrendo em julho na semana seguinte ao tour masculino. Participaram 24 equipas, com seis ciclistas em cada equipa.
Todas as etapas são cronometradas até o final; os tempos das ciclistas são combinados com os tempos das etapas anteriores. A ciclista com o menor tempo cumulativo final é o líder da prova e veste a camisa amarela (maillot jaune). Embora a classificação geral atraia mais atenção, existem outras competições realizadas dentro do Tour: a classificação por pontos para as sprinters (velocistas), a classificação de montanhas para as trepadoras, a classificação da juventude para ciclistas com menos de 23 anos e a classificação por equipas, baseada nas três primeiras classificadas de cada equipa em cada etapa. Conseguir uma vitória de etapa também fornece prestígio, geralmente conquistado pelo especialista em sprint de uma equipa ou por uma ciclista que participa de uma fuga.

## Corridas francesas históricas
Várias corridas de ciclismo feminino profissional em toda a França foram realizadas como um equivalente ao Tour de France para mulheres, com a primeira dessas corridas sendo realizada em 1955. A partir de 1984, o Tour de France feminino foi realizado de forma consistente, embora o nome do evento tenha mudado várias vezes - como Tour de France Féminin, Tour of the EEC Women, Tour Cycliste Féminin e Grande Boucle Féminine Internationale.
Ao longo dos anos, essas corridas enfrentaram dificuldades financeiras, cobertura limitada da comunicação socital e problemas de marca registada com os organizadores Amaury Sport Organization (os organizadores do Tour de France). A última dessas corridas aconteceu em 2009, com Emma Pooley brincando que a corrida era "mais um Petite Boucle do que Grande".

### La Course by Le Tour de France
Em 2013, as ciclistas profissionais Kathryn Bertine, Marianne Vos e Emma Pooley e a triatleta profissional Chrissie Wellington formaram um grupo ativista chamado Le Tour Entier (“o passeio completo”), para fazer uma petição à ASO para lançar um Tour de France feminino.
Após uma cobertura substancial da comunicação social e uma petição assinada por mais de 100 000 pessoas, a ASO lançou o La Course by Tour de France em 2014. Esta corrida seria realizada em conjunto com o Tour de France, com a primeira edição ocorrendo como uma corrida de um dia nos Champs-Élysées antes da etapa final da corrida masculina. Nos anos seguintes, a corrida aconteceu em vários locais, como Pau, Col de la Colombière e Col d'Izoard em conjunto com a corrida masculina, pois a ASO argumentou que esta era a "melhor maneira de destacar o ciclismo feminino".
A corrida foi inicialmente elogiada pela exposição conquistada por 'dividir o palco' com o Tour de France, no entanto La Course foi criticado por não ser um "Tour de France completo", sendo ofuscado pela corrida masculina e por não ter percursos desafiadores o suficiente. A ASO também foi criticada por não fazer o suficiente para promover a corrida. A ASO afirmou que questões logísticas significam que um Tour de France masculino e feminino não poderia ser realizado simultaneamente, e que qualquer corrida deve ser financeiramente sustentável.

## Tour de France feminino

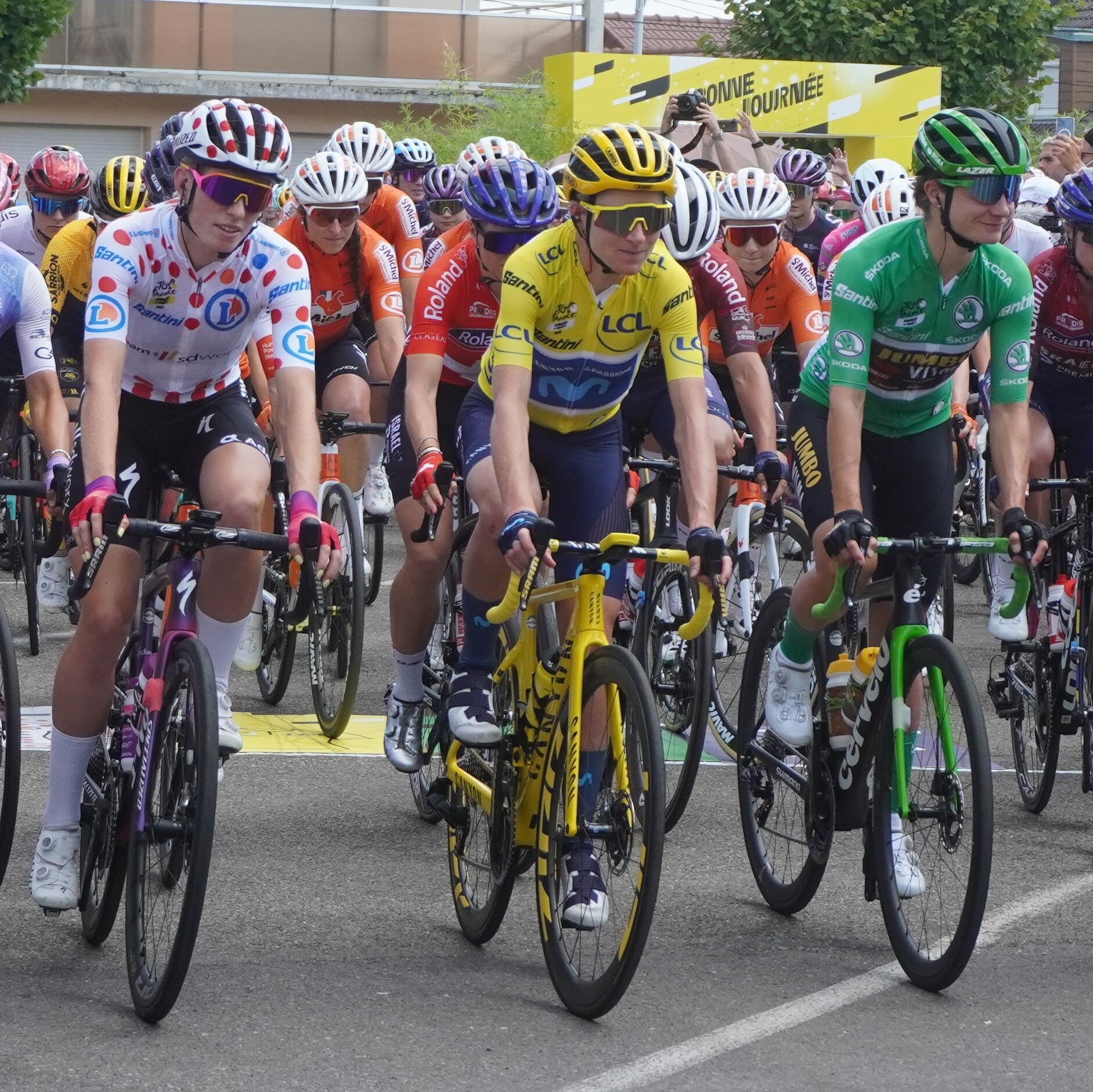
Demi Vollering (esquerda), Annemiek van Vleuten (centro) e Marianne Vos (direita) no Tour de France feminino 2022

Em junho de 2021, a ASO anunciou que lançaria uma nova corrida por etapas feminina, o Tour de France feminino. A primeira edição decorreria ao longo de 8 dias, após o Tour de France 2022 em julho de 2022. A ASO também anunciou que a Zwift patrocinaria a corrida, com cobertura televisiva ao vivo fornecida pela France Télévisions em conjunto com a European Broadcasting Union. O diretor do Tour masculino, Christian Prudhomme, afirmou que as lições devem ser aprendidas com o fracasso de eventos anteriores como o Grande Boucle Féminine Internationale, e o objetivo da ASO é ter um evento financeiramente sustentável, um "que ainda existirá em 100 anos".
A reação ao lançamento do evento por parte do pelotão feminino profissional foi extremamente positiva, com Anna van der Breggen afirmando que "tem sido um sonho para muitos de nós competir num Tour de France feminino" e Cecilie Uttrup Ludwig afirmando que "este é um dia que esperávamos há muito tempo".
A prova tem classificações idênticas às do Tour de France, com a camisola amarela para a classificação geral, a camisola verde para a classificação por pontos, a camisola às bolinhas para a classificação das montanhas e a camisola branca para a classificação da juventude (sub 23). As camisolas são feitas pela Santini. O patrocinador principal Zwift afirmou que o sucesso do 'Tour de France virtual' feminino durante a pandemia de COVID-19 os encorajou a se comprometer a patrocinar a corrida, com outros grandes patrocinadores do Tour de France como LCL, E.Leclerc e Škoda também apoiando o evento. A corrida tem um prêmio de € 250 000, tornando-se a corrida mais rica do ciclismo feminino.

### Edição de 2022
Em outubro de 2021, o percurso da edição de 2022 foi anunciado pela diretora de prova Marion Rousse. A corrida começou em Paris, com chegada aos Champs-Élysées na manhã do último dia da prova masculina. A corrida de 8 dias culminou com uma chegada ao topo em La Planche des Belles Filles.
A primeira edição da corrida aconteceu em julho de 2022, com Annemiek van Vleuten vencendo a corrida de uma semana com uma vantagem de quase 4 minutos, apesar de ter sofrido de um problema estomacal nas etapas iniciais da corrida. Marianne Vos levou a camisa verde da classificação por pontos e Demi Vollering levou a camisa de bolinhas da classificação de montanha, além de terminar em segundo lugar geral. A corrida foi muito elogiada pelo público, comunicação social, equipas e ciclistas - com grande público e alta audiência na TV. Como o primeiro Tour de France feminino oficial desde 1989, a corrida teve uma cobertura substancial da comunicação social em todo o mundo. A diretora da corrida, Marion Rousse, observou que havia espaço para melhorias nas edições futuras e no ciclismo feminino em geral.

### Edição de 2023
O percurso da edição de 2023 foi anunciado em outubro de 2022 com elogios das ciclistas. A corrida começou em Clermont-Ferrand no dia em que o Tour de France 2023 terminou, antes de seguir para o sul através do Maciço Central em direção aos Pirenéus. A etapa final foi um contra-relógio individual em Pau.

## Vencedores
Desde 1955, várias corridas de ciclismo feminino profissional em toda a França têm historicamente sido consideradas como equivalentes ao Tour de France para mulheres
| Ano  | Ciclista                   | Equipa   |
| ---- | -------------------------- | -------- |
| 2022 | Annemiek van Vleuten (NED) | Movistar |
| 2023 | Demi Vollering (NED)       | SD Worx  |